# Aeroporto

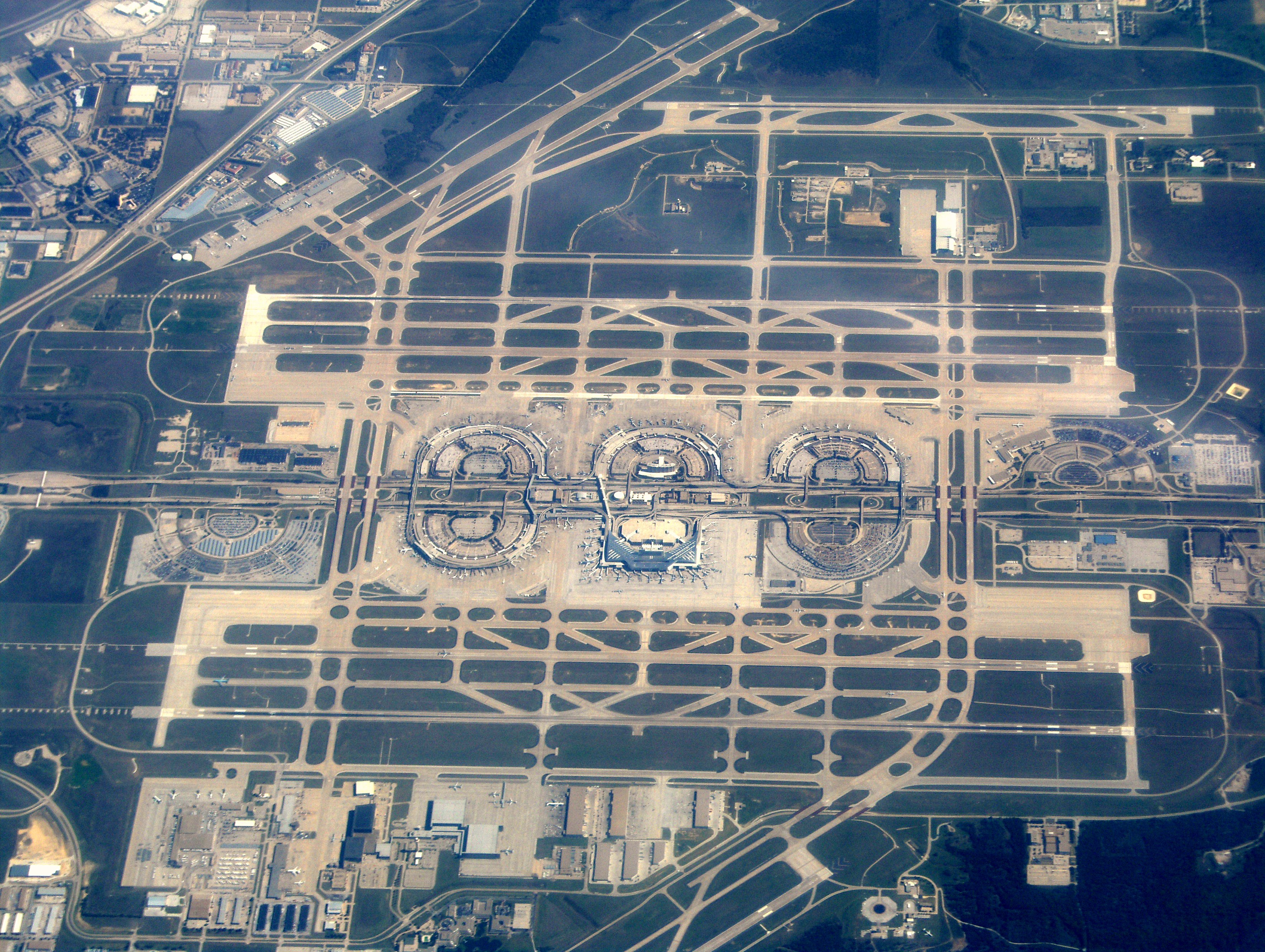
Aeroporto Internacional de Dallas/Fort Worth, no Texas, Estados Unidos.

Um aeroporto é um aeródromo público dotado de instalações e facilidades para apoio de operações de aeronaves, embarque e desembarque de pessoas e/ou coisas. Aeroportos precisam ser de fácil acesso a estradas, para o transporte de passageiros, trabalhadores e carga do aeroporto a outras cidades. Para esse fim, alguns aeroportos também possuem acesso a ferrovias (carga), metrô e ferries (passageiros). Além disso, aeroportos movimentados possuem equipes de emergência como bombeiros e pronto-socorros, para a eventualidade de um acidente; aeroportos maiores chegam a possuir hospitais completos.
Aeroportos podem ocupar grandes espaços, chegando por vezes a ocupar mais de 120 km²; um grande centro aeroportuário pode empregar diretamente mais de 20 mil pessoas, movimentar centenas de aeronaves, manejar centenas de toneladas de carga aérea e várias dezenas de milhares de passageiros num único dia de operação. O maior aeroporto do mundo, com uma área de 986 mil metros quadrados, é o Aeroporto Internacional de Pequim, desenhado pelo famoso arquiteto britânico Norman Foster
Um pequeno aeroporto é muitas vezes referido por campo de aterragem, campo de aviação (ou simplesmente campo) ou aeródromo. Também pode ser referido como base aérea, quando este está designado a servir primariamente aviões militares. Aerogare, Terminal de Passageiros ou Terminal Aeroportuário é a edificação na qual os passageiros são movimentados entre os transportes de solo e as facilidades que lhes permitem embarcar e desembarcar das aeronaves.

## Gestão

### Controle de tráfego aéreo

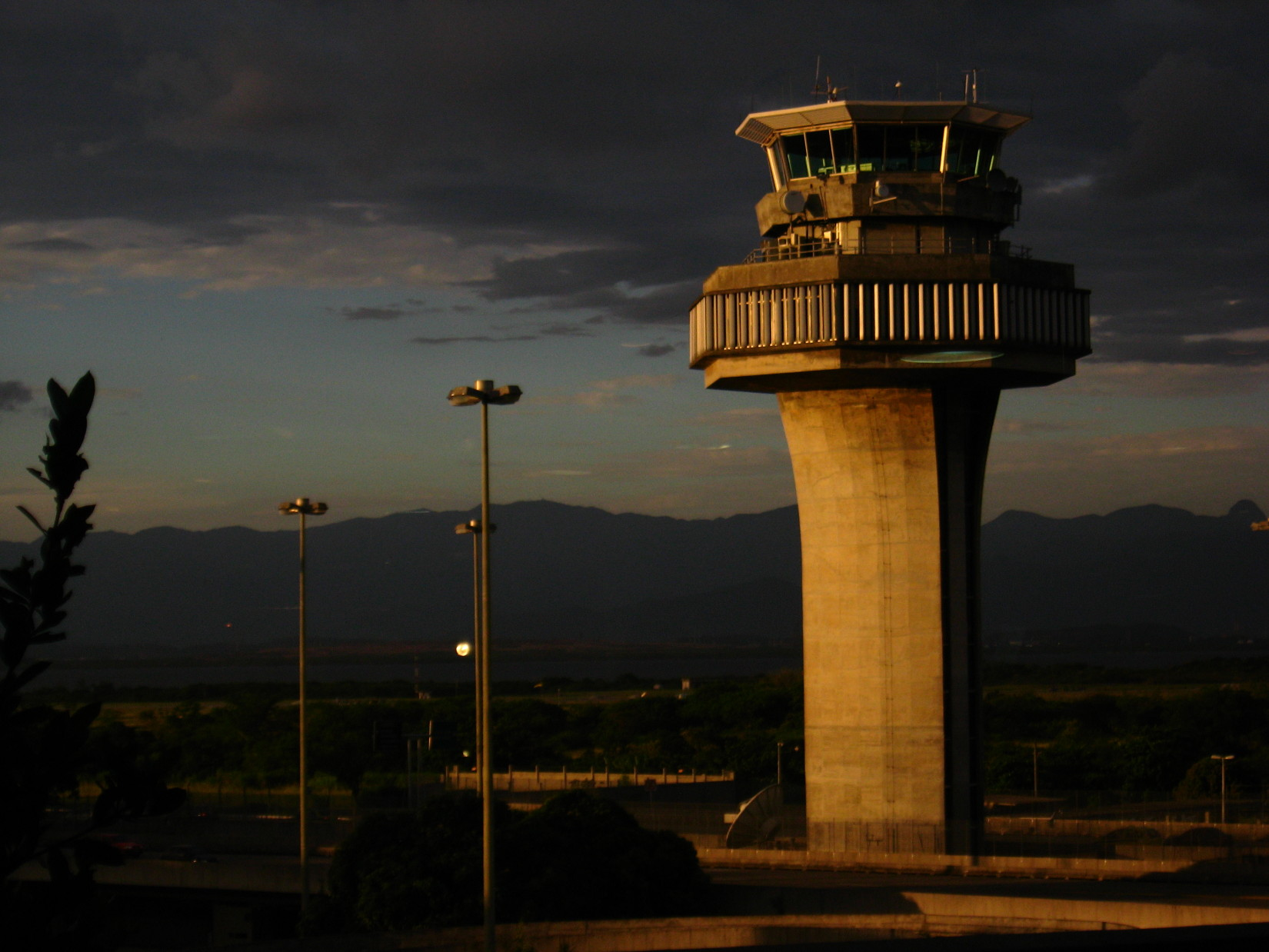
Torre de controle do Aeroporto Internacional do Rio de Janeiro, Brasil.

Em aeroportos, as torres de controle organizam o movimento de aeronaves no solo e no espaço aéreo quando estas se aproximam do aeroporto e autorizam operações de aterragem e descolagem. Torres de controle situam-se em uma localização do aeroporto que permita ampla visão do aeroporto como um todo, bem como ampla visão das aeronaves que se aproximam do aeroporto numa operação de pouso. Numa emergência, ordenam que equipes de emergência do aeroporto estejam prontas para a situação. Porém, é necessário observar que vários aeródromos de pequena dimensão e campos de aterrissagem, bem como alguns aeroportos de médio porte, não possuem torre de controle ou controle de tráfego aéreo.

### Pistas de pouso e decolagem
Um aeroporto é feito para permitir o pouso e descolagens de aeronaves, principalmente aviões. Para tal, uma parte indispensável num aeroporto são as pistas de pouso e decolagem, que precisam ser suficientemente compridas e largas para permitirem operações de pouso e decolagem dos maiores aviões usando o aeroporto. Além disso, as pistas precisam ser planas, sem ou com a mínima inclinação possível.
Em aeroportos movimentados, as pistas são feitas geralmente de asfalto ou concreto. Porém, campos de aterragem de pequeno porte em pequenas cidades e áreas isoladas, muitas vezes possuem suas pistas feitas com terra, relva ou turfa. Para o auxílio da movimentações de aeronaves em terra (após um pouso ou antes de uma descolagem, por exemplo), existem as taxiways, pistas de auxílio que agilizam o tráfego de aeronaves no solo. As cabeceiras das pistas dos aeroportos precisam ser livres de quaisquer obstáculos que possam atrapalhar ou pôr em risco a operação de uma dada aeronave. A reta de aproximação final de aeronaves, por isto, precisa ser livre de obstáculos.
Pistas de aterragem e descolagem devem ser construídas levando-se em conta o padrão dos ventos da região: os ventos precisam ser paralelos à pista em pelo menos 95% do tempo, para a segurança de uma operação de pouso ou descolagem, onde ventos laterais nunca são bem-vindos; quando acontecem, criam turbulência na aeronave, aumentando muito as probabilidades de um acidente. Quando uma dada região não possui constantes ventos paralelos à pista de pouso, a construção de uma nova pista, em um ângulo perpendicular à primeira, é aconselhada.
|                                                                                |                                                                         |                                                 |
| Pista de pouso do aeroporto internacional de Palm Springs, nos Estados Unidos. | Aeroporto Internacional de Dallas/Fort Worth, no Texas, Estados Unidos. | Aeroporto Internacional de Hong Kong, na China. |

### Manutenção
Os aeroportos são administrados pelo município onde estes operam (ou atendem), ou por empresas especialmente criadas para esse fim, podendo ser públicas ou privadas. Devido ao grande impacto económico de um grande centro aeroportuário numa cidade, região e/ou país, os aeroportos são geralmente administrados por empresas públicas, ou fortemente influenciados por órgãos públicos quando administrados por empresas privadas.

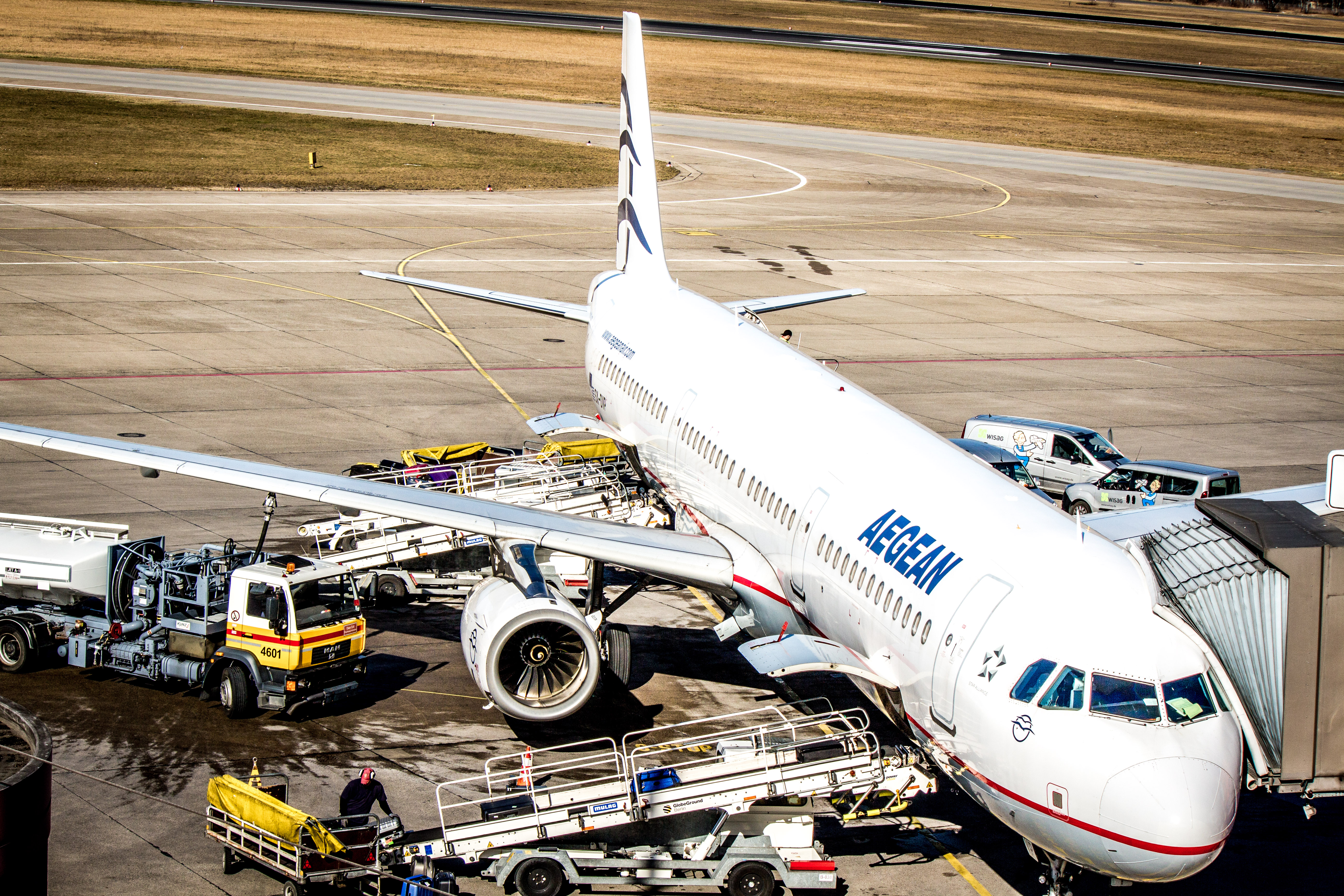
Equipe de apoio no Aeroporto de Berlim-Tegel, na Alemanha.

Quando a capacidade de passageiros, carga ou movimento de aeronaves do aeroporto está perto de sua capacidade total, algumas mudanças podem ser necessárias, como a expansão de terminais de passageiros e/ou carga, novas taxiways, pistas de aterragem e descolagem e estacionamentos. Quando isto não é possível, considera-se a construção de um novo aeroporto na região.
A manutenção económica de um aeroporto dá-se através das taxas cobradas para o pouso e estacionamento de uma dada aeronave; os preços variam de aeroporto para aeroporto e de aeronave para aeronave. A cobrança de impostos ao comércio e taxas de embarque de passageiros, bem como a renda gerada pelo estacionamento de carros, também contribui de maneira significativa para a manutenção económica de um aeroporto que, no final das contas, pode tornar-se muito lucrativa; o Aeroporto Internacional de São Paulo-Guarulhos, em Guarulhos, é responsável por aproximadamente 40% da receita total da Infraero (que controla 67 aeroportos brasileiros).

## Usos

### Civil

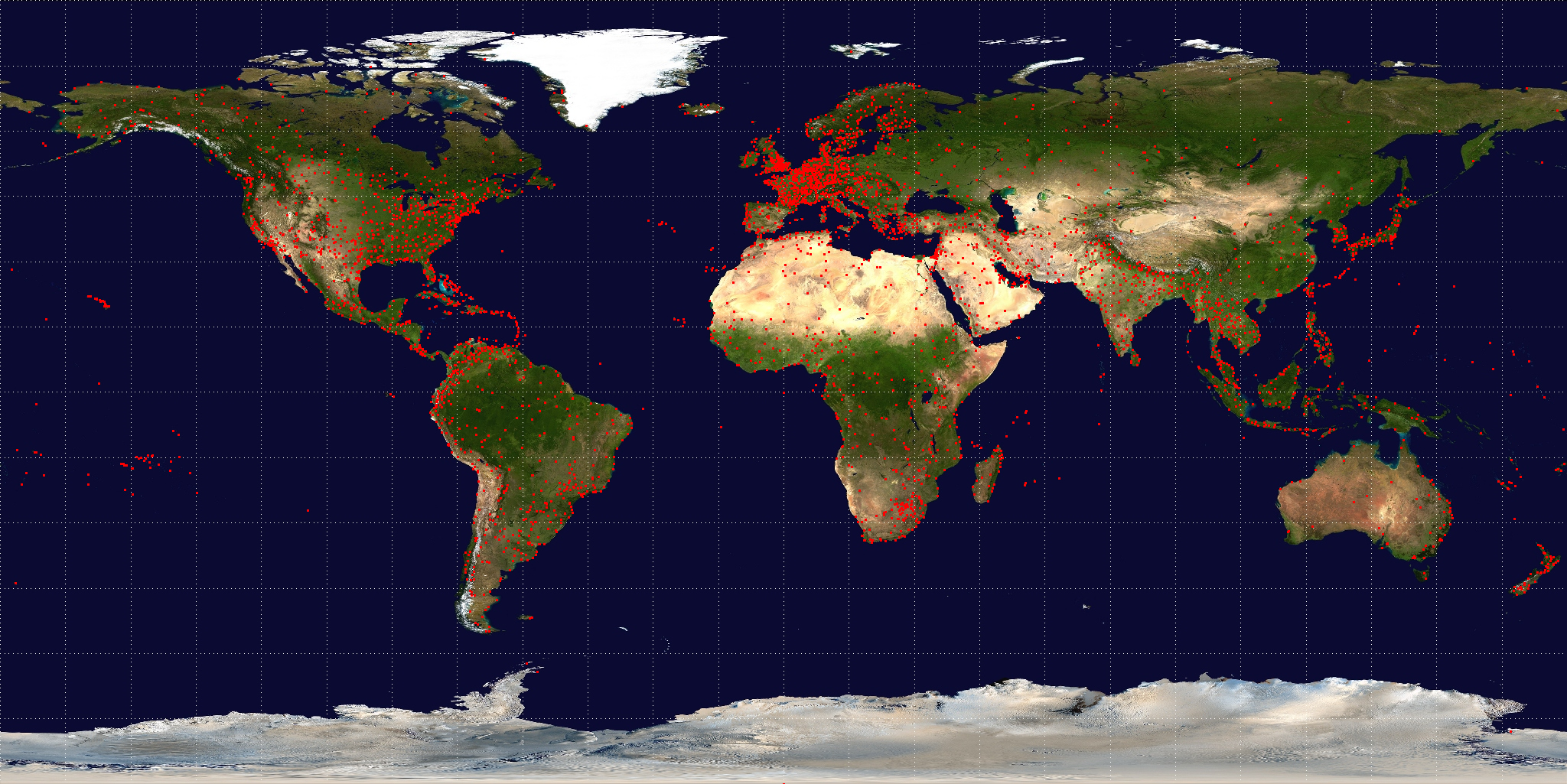
Distribuição de aeroportos no mundo em 2008

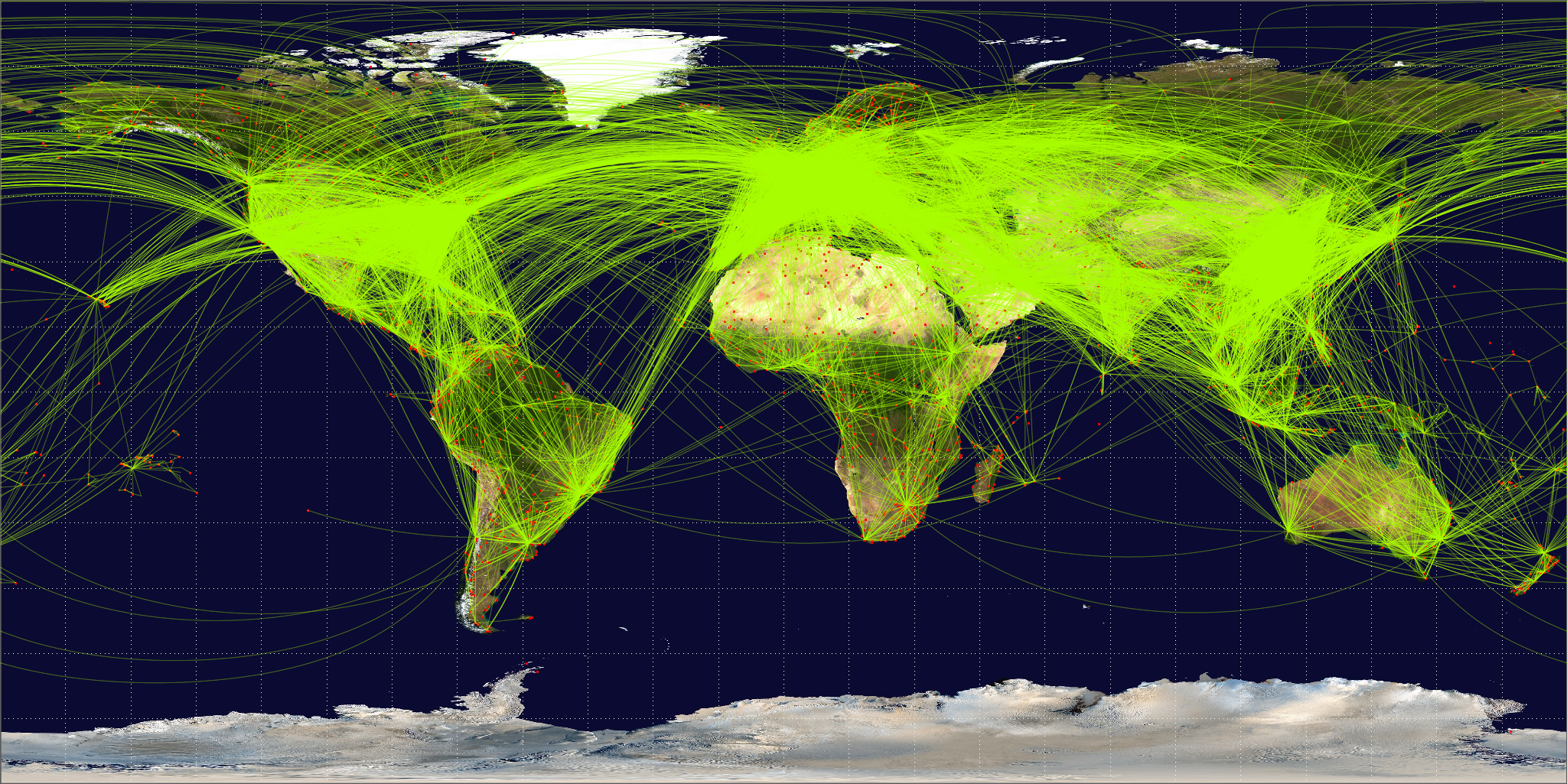
Mapa das principais rotas aéreas do mundo em 2024

Aeroportos de uso civil são designados para o atendimento de passageiros que usam o avião como meio de transporte, para carga e correio aéreo. A maioria dos aeroportos operam os três, mas muitos atendem principalmente ou passageiros ou carga/correio, dado certas circunstâncias:
- Localização (incluindo a presença de outros aeroportos na região);
- Serviços oferecidos: Tamanho e qualidade da pista de pouso/descolagem, qualidade dos terminais de passageiros e/ou carga, etc.);
- Fatores econômicos: taxa cobrada pela companhia aeroportuária a pousos e estacionamento de aeronaves no aeroporto, por exemplo.

O tamanho de um aeroporto e a variedade de serviços por ele oferecidos depende primariamente da quantidade de voos atendidos pelo aeroporto e o movimento de tráfego aéreo, que inclui o movimento de passageiros, carga e correio aéreo. Naturalmente, aeroportos que movimentam uma grande quantidade de passageiros, com um alto movimento de aeronaves, tendem a ocupar uma maior superfície.

#### Terminais de passageiros

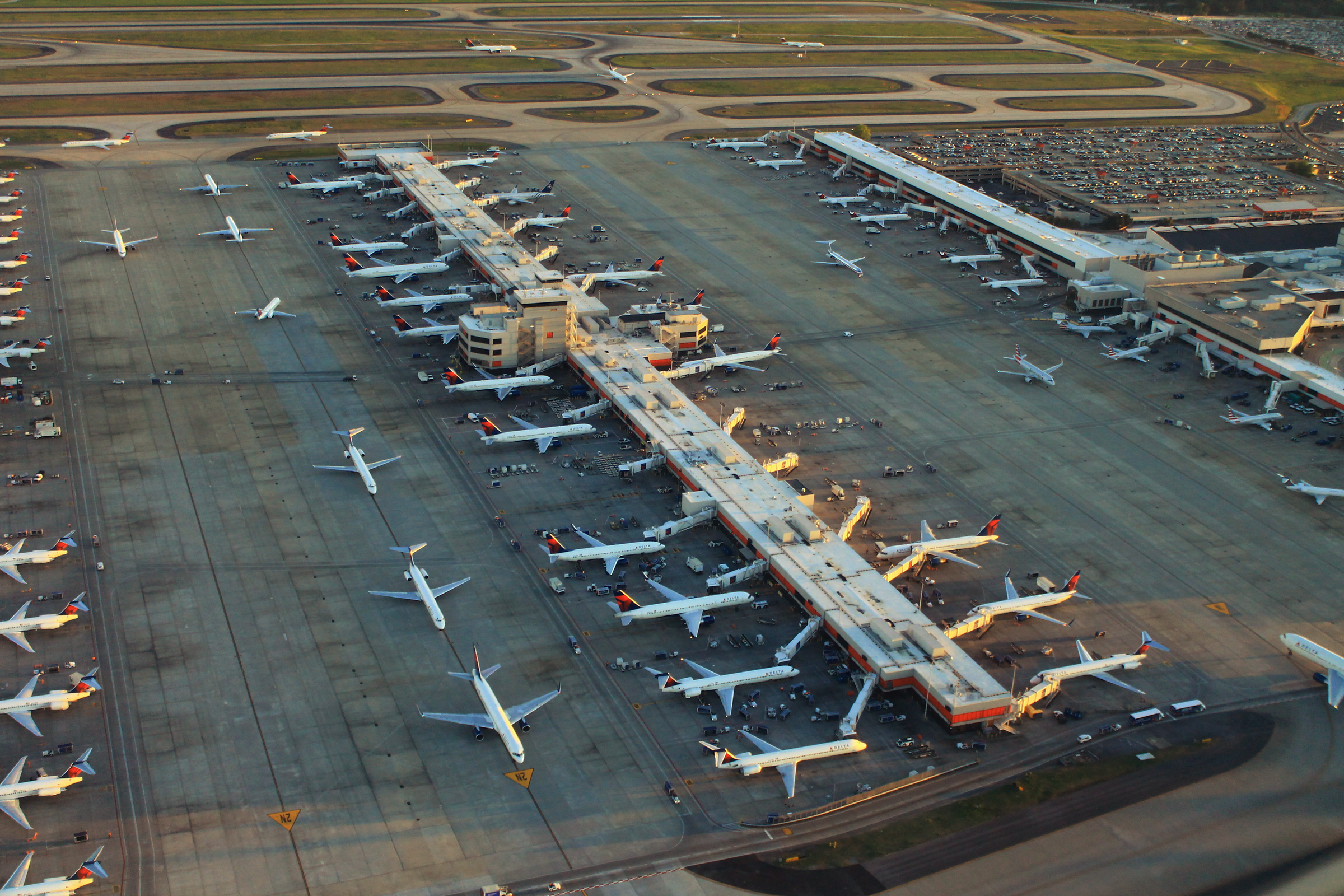
Aeroporto Internacional de Atlanta Hartsfield-Jackson, o mais movimentado do mundo.

Centros aeroportuários de grande ou médio porte são bem equipados para o atendimento de aeronaves de porte, bem como para o tráfego movimentado de passageiros pelo aeroporto. Em tais aeroportos, há áreas destinadas ao check-in, terminais separados para embarque (onde o passageiro espera o seu voo) e desembarque (esteiras de restituição de bagagem, por exemplo), comerciais (lojas, bancos, casas de câmbio, etc), e estacionamento de carros. Muitos aeroportos possuem máquinas de raios-X, para a detecção de materiais perigosos na bagagem de passageiros.
Aeroportos internacionais (destinados ao atendimento de voos procedentes ou com destino a outros países) possuem também uma alfândega, onde passageiros que saem ou entram do país são controlados pelos serviços aduaneiros. Grandes hubs aéreos oferecem ao passageiro uma grande variedade de serviços, como salas VIP, um centro comercial de grande porte, playgrounds e outros meios de recreação infantil, lugar de culto religioso, museu, restaurantes, lanchonetes, etc.
Grandes terminais aeroportuários precisam ser planejados e construídos de forma a poder cobrir o maior número de passageiros possível, na mesma medida em que o espaço destinado ao estacionamento das aeronaves é maximizada.
Quando os terminais de passageiros estão afastados uns dos outros e/ou distantes do terminal principal, linhas de ónibus, trens especiais e esteiras rolantes conectam um terminal ao outro, de modo a facilitar o movimento de passageiros e funcionários entre todos os terminais.

#### Tráfego

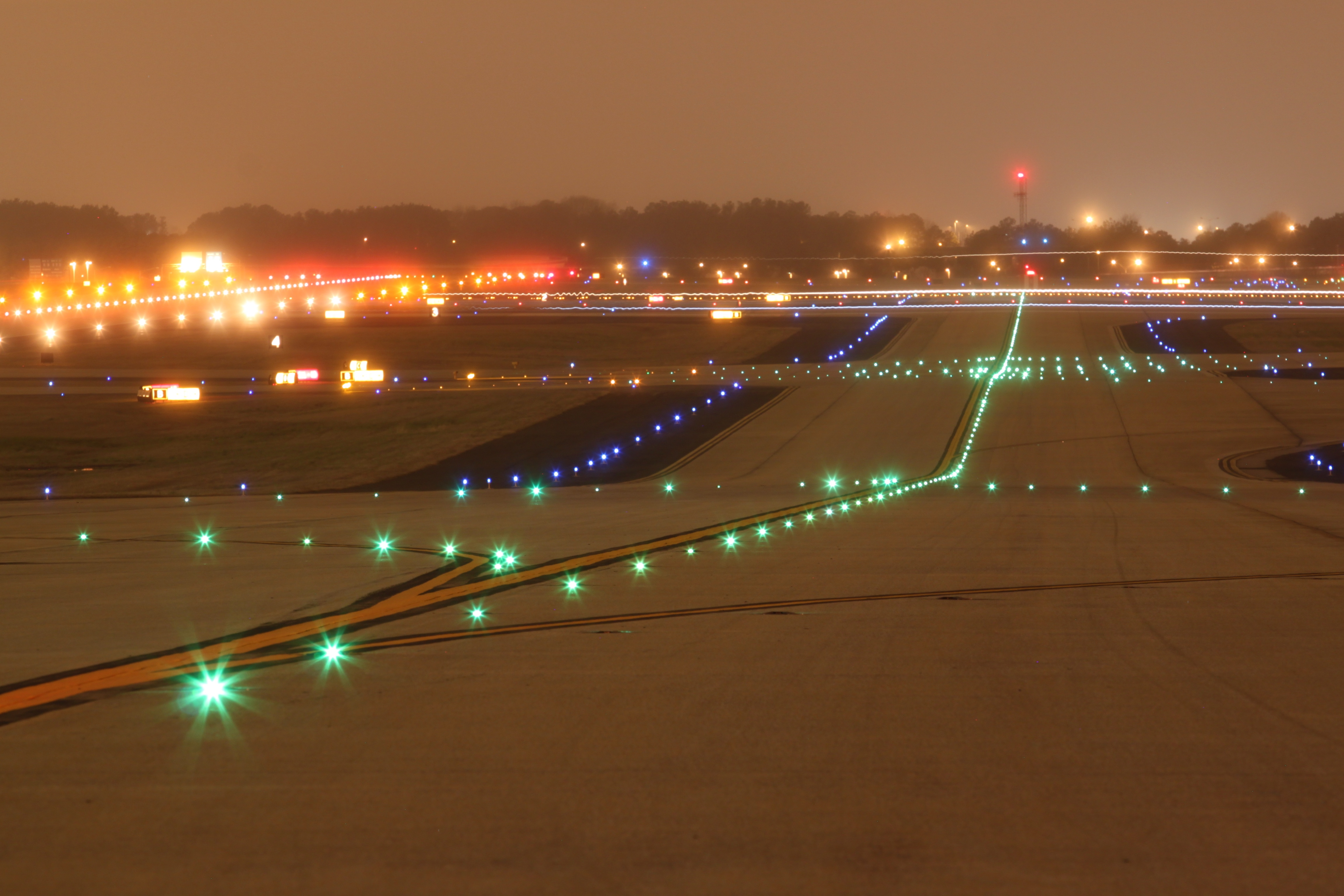
Luzes de orientação na pista de um aeroporto

Os aviões não são os únicos meios de transporte presentes numa área aeroportuária: uma variedade de veículos diferentes actuam dentro do aeroporto, com uma gama variada de serviços, como o transporte de passageiros, transporte de carga, bagagem, comida e limpeza das aeronaves, guia de ré em aeronaves e escadas móveis.
Veículos aeroportuários deslocam-se no aeroporto através de faixas a eles destinadas. Outras faixas existem, dedicadas à orientação das aeronaves, no pátio de estacionamento e nas taxiways.
Os aeroportos possuem geralmente uma área designada especialmente para o manuseamento de carga, com hangares destinados ao estoque da carga a ser transportada e equipamentos necessários para o seu manuseamento, bem como pessoal especializado.

### Aviação geral

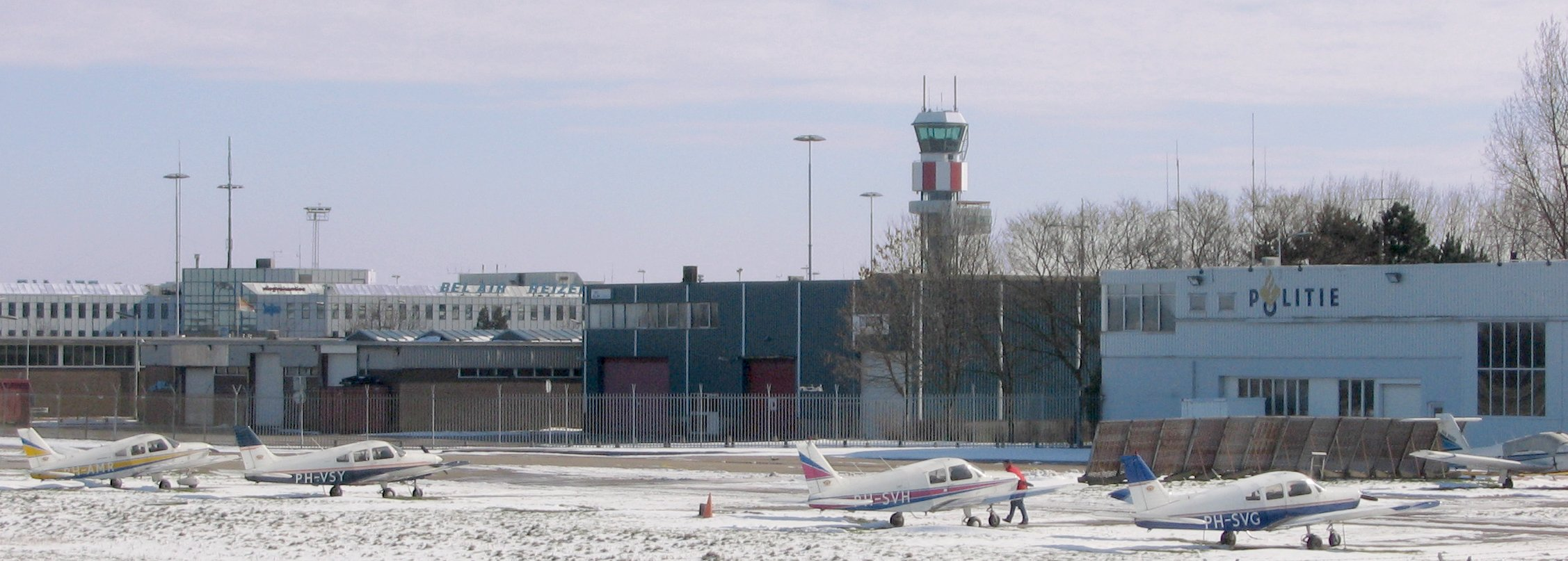
Pequenos aviões no Aeroporto de Roterdã-Haia, Países Baixos.

Os aeroportos destinados principalmente à aviação geral são bem equipados com hangares e áreas de estacionamento especialmente designadas para os aviões menores usados pela aviação geral, de fácil acesso à tripulação, sem prejudicar, porém, a segurança do aeroporto. Como o número de passageiros e carga não é muito alto (podendo sê-lo, contudo, o movimento das aeronaves), terminais de passageiros e/ou carga costumam ser pequenos (e muitas vezes precários), quando existentes.
Grandes cidades possuem aeródromos especialmente designados para o uso de aviação geral, como o Campo de Marte, na cidade de São Paulo. Note que grandes aeroportos comerciais podem e devem atender aeronaves da aviação geral; a estrutura desses aeroportos, contudo, nem sempre é adequada ou especializada o suficiente para atender às suas necessidades específicas. A manutenção de aeronaves da aviação geral é feita em solo, por empresas especializadas e homologadas instaladas no aeroporto.

### Hidrobases

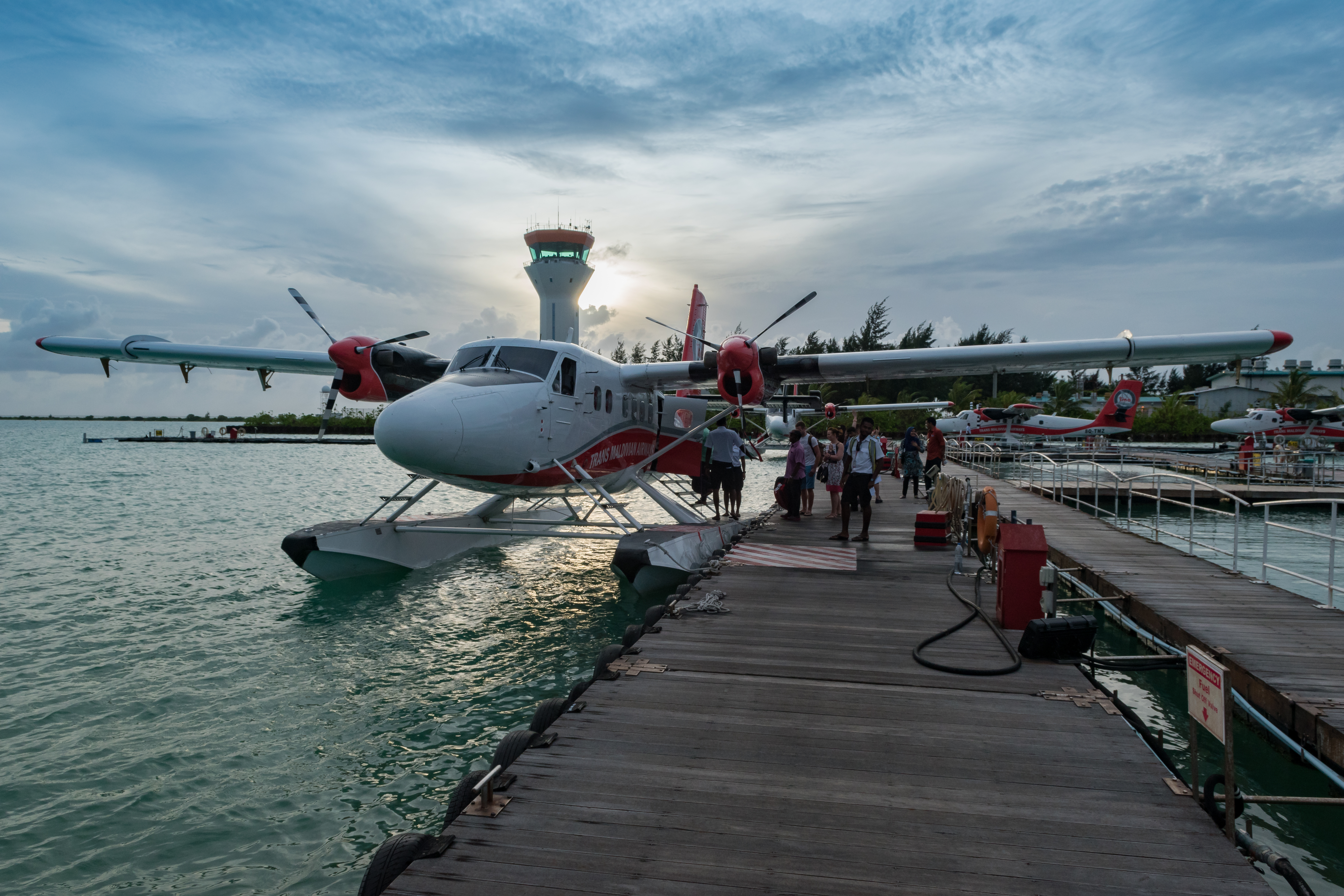
Avião em hidrobase nas Maldivas.

Um aeroporto marítimo é uma instalação especialmente adaptada à operação de hidroaviões. Tal como um aeroporto convencional, pode dispor de estação de passageiros, instalações de manutenção de aeronaves, torre de controlo, etc. A grande diferença em relação a um aeroporto terrestre é a substituição da pista de aterragem asfaltada por uma zona de pouso na água.
Actualmente a existência de aeroportos marítimos restringe-se praticamente ao norte dos Estados Unidos e ao Canadá, zonas de grandes superfícies aquáticas onde ainda se faz uso intenso de hidroaviões. Além destas instalações, existem ainda hidrobases menos desenvolvidas, apenas para a operação de pequenos hidroaviões.

### Militar

#### Bases aéreas

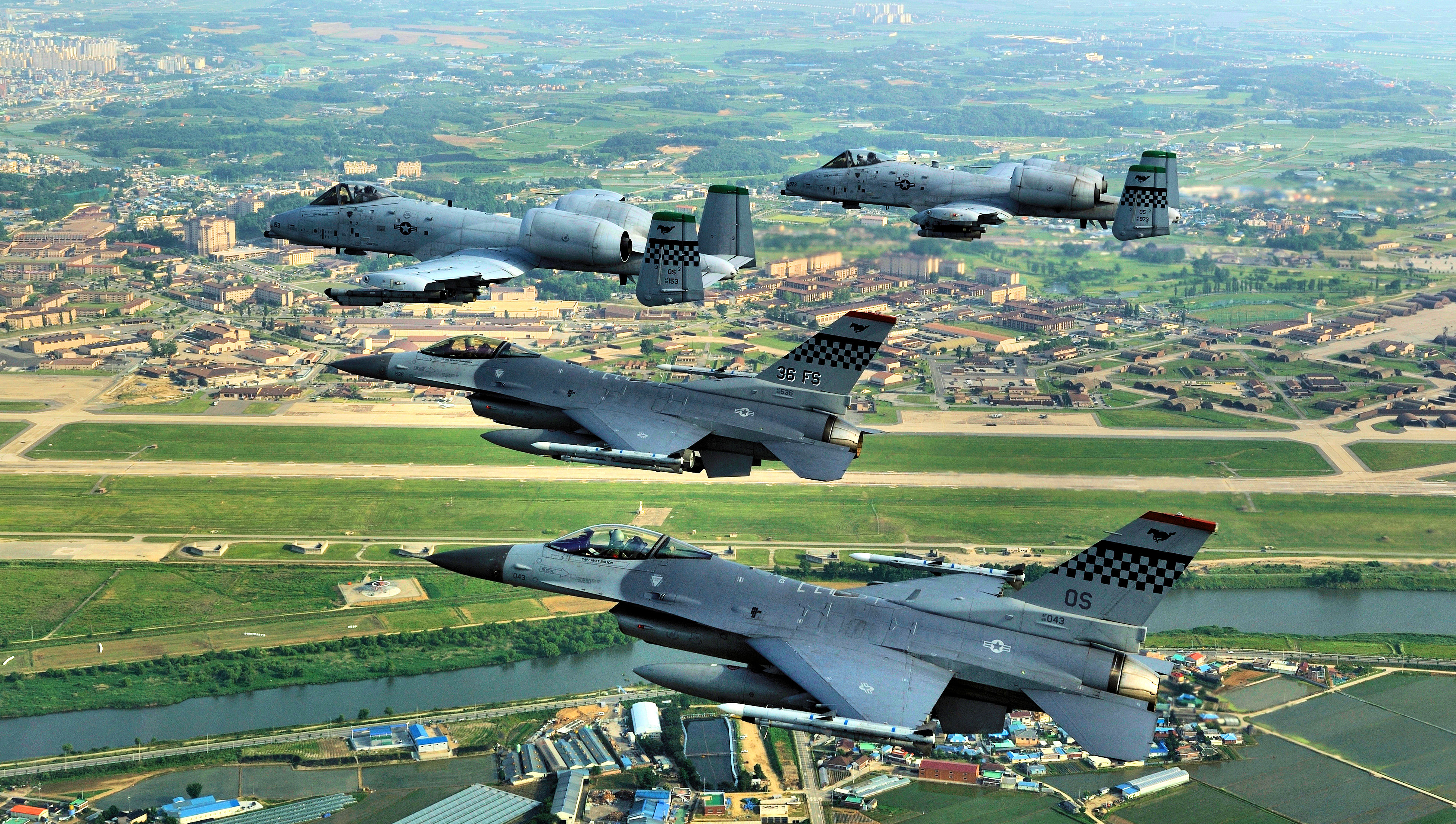
Base Aérea de Osan, cuja administração é dividida entre a Coreia do Sul e os Estados Unidos,

Um aeroporto de uso militar está adaptado para a movimentação e de aeronaves militares, tendo igualmente instalações adequadas para tais aeronaves, para as armas por elas utilizadas (exemplo: bombas, mísseis, etc) e para os pilotos e funcionários da base aérea (dormitórios, por exemplo).
Bases aéreas não dão origem, geralmente, a um dos principais problemas dos aeroportos civis: a poluição sonora, uma vez que são localizados em áreas não muito povoadas, distantes dos grandes centros urbanos. Observe-se que a distância da base aérea aos centros urbanos não é de muita importância para uma base militar, e que a poluição atmosférica causada por bases aéreas é menor que a dos aeroportos civis de porte semelhante, dado o menor tráfego de veículos no aeroporto.
Um exemplo de uma base aérea é o porta-aviões, que possui algumas particularidades como a sua mobilidade, a pista de pouso e decolagem de menores dimensões, e o uso de catapultas nas pistas para auxiliar aeronaves a alçar voo em operações de decolagem (ver: CATOBAR - método de decolagem e pouso em porta-aviões).

## Controvérsias

### Segurança

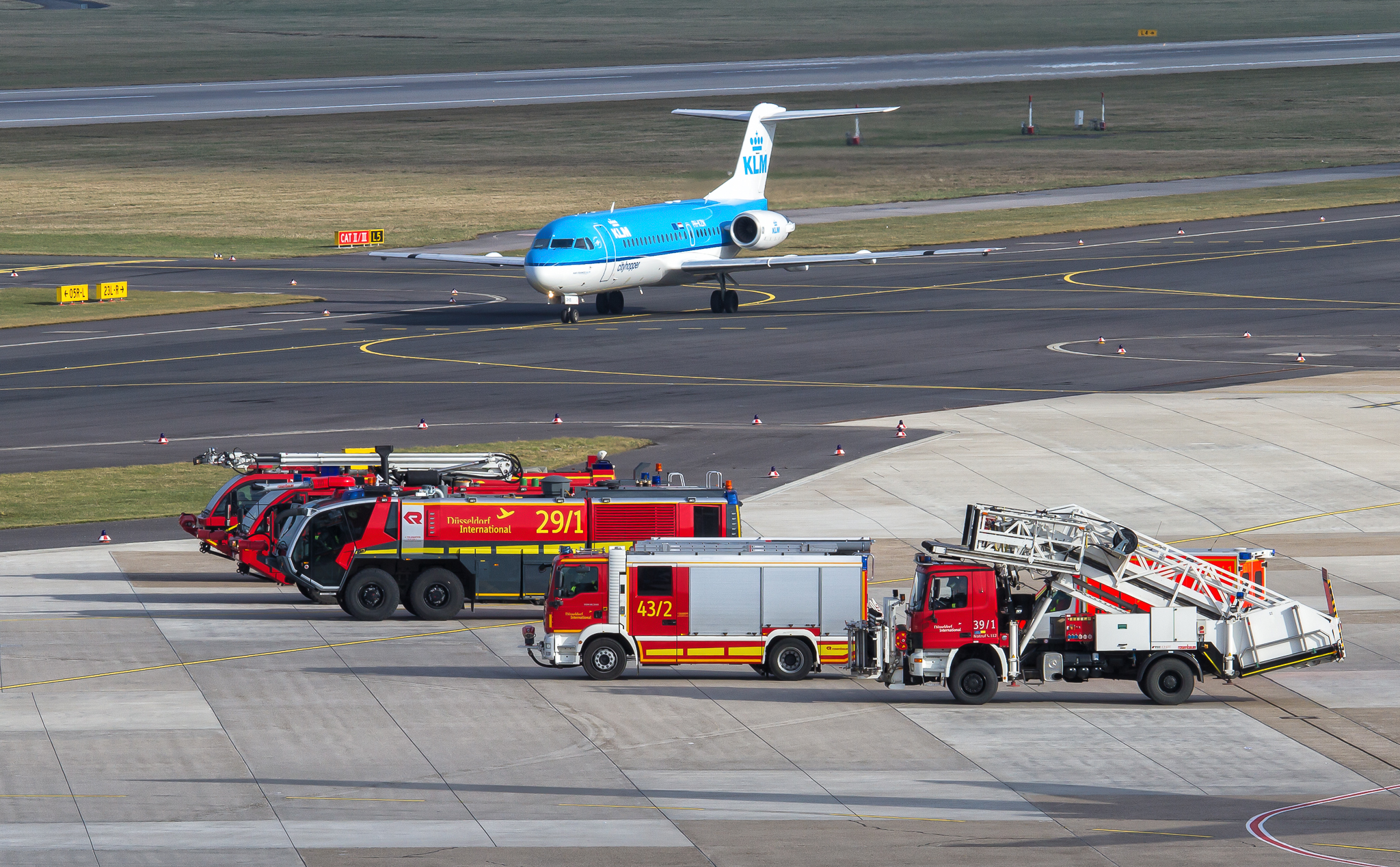
Bombeiros no Aeroporto de Düsseldorf, na Alemanha.

Terminais de passageiros movimentados fazem uso de máquinas de raios-x para a verificação de materiais perigosos, detectores de metais para a detecção de armas e animais treinados a detectar traços de explosivos em um dado passageiro, bagagem ou carga. Os seguranças do aeroporto também podem ordenar uma revista completa numa pessoa e/ou na bagagem desta. Além de objectos considerados armas (armas de fogo, facas, tesouras, etc), também são proibidos objectos que ponham em risco a integridade do voo, como isqueiros, materiais inflamáveis ou explosivos, etc. Problemas como a falta de verbas podem fazer com que tais medidas de segurança não sejam utilizadas como deveriam, aumentando muito o risco de atentados ou sequestros.
Outras questões envolvendo segurança nos aeroportos incluem a área de aproximação de pouso de aeronaves, nem sempre livre de obstáculos (como, por exemplo, o antigo aeroporto de Hong Kong, com montanhas de grande altitude durante a aproximação), ou a relação entre o número de operações de pousos e descolagens num dado aeroporto e o tamanho da sua pista. No Brasil o Aeroporto Santos Dumont, no Rio de Janeiro, cuja pista possui 1,3 mil metros de comprimento pode ser considerada pouco segura para a operação dos Boeing 737 que aí costumam operar.

### Poluição

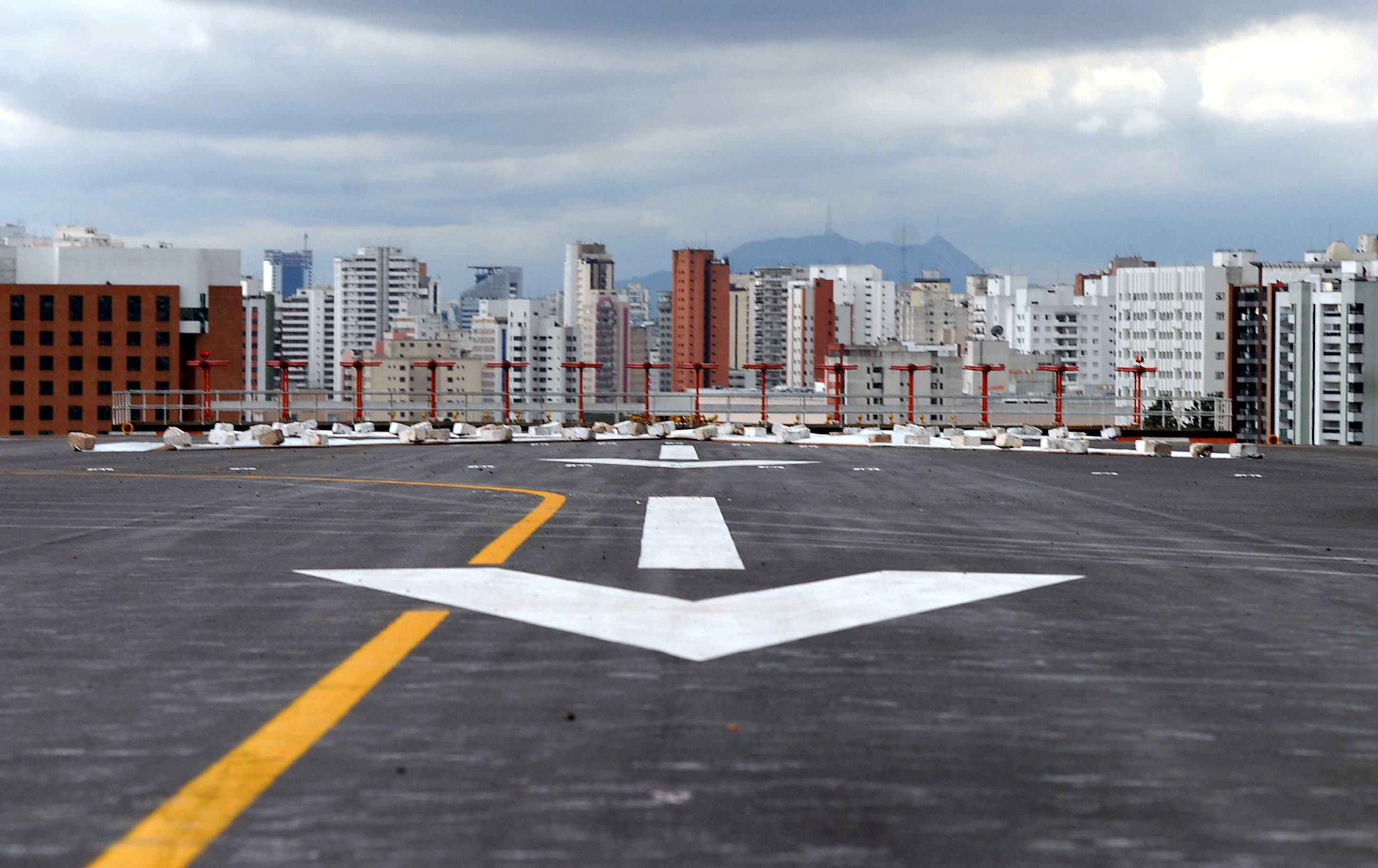
Pista de pouso do Aeroporto de Congonhas em São Paulo.

Dado o intenso movimento de aeronaves, e do tráfego gerado pelo movimento de pessoas de e para o aeroporto, os aeroportos são fontes de dois tipos de poluição:
- Poluição atmosférica, gerada pelos gases dos motores e resíduos libertados durante o voo.
- Poluição sonora, criada pelo barulho do tráfego de veículos e pelas aeronaves, principalmente em operações de pouso e descolagem. Isto é problemático principalmente em grandes aeroportos internacionais, onde as horas da noite são as mais movimentadas quanto ao número de operações de aterragem e descolagem.

Tais problemas podem causar danos à saúde dos habitantes que moram na sua proximidade, como problemas de sono ou respiratórios. A construção de um novo aeroporto não é, geralmente, bem recebida pelos habitantes que moram perto da área escolhida (até tanto pela possibilidade da necessidade de deslocamento de vários desses habitantes para outros lugares da cidade).